# غل (تشالدران)
غل (بالفارسية: گل) هي قرية تقع في قسم آواجيق الجنوبي الريفي (مقاطعة تشالدران) في إيران. يقدر عدد سكانها بـ 51 نسمة بحسب إحصاء 2016.